# Костенки (Смоленская область)
Костенки — деревня в Смоленской области России, в Сафоновском районе. Население — 9 жителей (2007 год) . Расположена в центральной части области в 14 км к востоку от города Сафонова, в 0,5 км южнее автодороги М1 «Беларусь», на правом берегу Днепра. В 3 км к северу от деревни железнодорожная станция 300-й км на линии Москва — Минск. Входит в состав Дуровского сельского поселения.

## История
В годы Великой Отечественной войны деревня была оккупирована гитлеровскими войсками в сентябре 1941 года, освобождена в 1943 году.